# Taquicàrdia paroxística supraventricular
La taquicàrdia paroxística supraventricular (TPSV) o taquicàrdia paroxismal supraventricular és un tipus de taquicàrdia supraventricular, anomenada pels seus episodis intermitents d'inici i terminació brusca. Sovint, les persones no tenen símptomes o bé palpitacions i augment de la freqüència cardíaca. Els símptomes poden incloure sensació de mareig, sudoració, dificultat per respirar i dolor al pit.
Es desconeix la causa. Els factors de risc inclouen l'alcohol, la cafeïna, la nicotina, l'estrès psicològic i la síndrome de Wolff-Parkinson-White, que sovint s'hereta.[3] El mecanisme subjacent normalment implica una via accessòria que dona lloc a la reentrada. El diagnòstic es fa normalment mitjançant un electrocardiograma (ECG) que mostra complexos QRS estrets i un ritme cardíac ràpid, normalment entre 150 i 240 batecs per minut.
Les maniobres vagals, com la de Valsalva, s'utilitzen sovint com a tractament inicial. Si no és efectiu i la persona té una pressió arterial normal, es pot provar d'administrar adenosina. Si l'adenosina no és eficaç, es pot utilitzar un blocador dels canals de calci o un blocador beta. En cas contrari, la cardioversió sincronitzada és el tractament. Els episodis futurs es poden prevenir mitjançant l'ablació amb catèter.
Al voltant de 2,3 per cada 1000 persones tenen TPSV. Els problemes solen començar entre els 12 i els 45 anys. Les dones es veuen més afectades que els homes. Els resultats generalment són bons en aquells que d'altra manera tenen un cor normal. Es pot fer una ecografia del cor per descartar problemes cardíacs subjacents.